# 笠松町スポーツ交流館
笠松町スポーツ交流館（かさまつちょうスポーツこうりゅうかん）は、岐阜県羽島郡笠松町にある屋内運動施設である。

## 概要
1996年（平成8年）に開館。
主に軽スポーツに利用される。

## 施設概要
- フィットネスルーム
- ミーティングルーム

## 利用案内
- 所在地：岐阜県羽島郡笠松町江川116番地
- 開館時間：9:00～21:30
- 休館日：年末年始（12月29日～1月3日）、笠松町行事開催日（笠松春まつり、リバーサイドカーニバル、町民運動会など）

## 交通アクセス
- 笠松町公共施設巡回町民バス「スポーツ交流館前」バス停より徒歩で約2分。

## 周辺施設
- トンボ天国
- 笠松町多目的運動場
- 笠松町民江川運動場
- 笠松町民米野運動場
- 岐南町民運動場[1]
- 岐阜県立岐阜工業高等学校野球グラウンド
- ピアゴ笠松店